# Шимон бен Шетах
Шимон бен Шетах (на иврит: שמעון בן שטח) е юдейски духовник.
Роден е около 120 година пр. Хр. Негова сестра е Саломе Александра, която се жени последователно за двама царе от династията на Хасмонеите и управлява самостоятелно след тяхната смърт. Една от главните фигури в движението на фарисеите, Шимон използва влиянието си в двора, за да ги предпазва от враждебните им садукеи и за да засили техните позиции в Синедриона, който оглавява към края на управлението на Александър Янай. Най-голямо е влиянието му при управлението на Саломе Александра, когато по много въпроси той налага по-свободната фарисейска интерпретация на традицията на юдаизма, включително въвеждането на имуществена компенсация за жените в случай на развод или смърт на съпруга. На Шимон бен Шетах се приписва и създаването на мрежа от обществени училища в цялата страна.
Шимон бен Шетах умира през 40 година пр. Хр.